# حنحب ونقب (فلم)
حنحب ونقب  فيلم كوميدي، دراما، رومانسي مصري للمخرج عبد اللطيف زكي عام 1997، كتب القصة والسيناريو والحوار الكاتب والسيناريست يوسف معاطي. الفيلم من بطولة فاروق الفيشاوي، أحمد آدم، المنتصر بالله، حسين الشربيني، صلاح عبد الله، ومحمد متولي  وتدور الأحداث حول ثلاثة أصدقاء حديثي التخرج وفقراء ومحاولاتهم للحصول على وظائف والتماسهم كل الطرق مما يؤدي لوقوعهم في مشاكل تدخلهم السجن.
صدر الفيلم إلى دور العرض المصرية في 20 أكتوبر 1997. منح موقع قاعدة بيانات الأفلام العربية "السينما.كوم" الفيلم درجة 4/ 10.
ستة من أبطال الجزء الأول عاودوا الظهور في الجزء الثاني، وهم: فاروق الفيشاوي، والمنتصر بالله ، وأحمد آدم ، ووفاء عامر، وفؤاد خليل ، ومحمد متولي. وكلا الجزئين من تأليف يوسف معاطي، وإخراج عبد اللطيف زكي.

## طاقم التمثيل
- فاروق الفيشاوي: في دور هشام السلاموني
- أحمد آدم: في دور مدحت
- المنتصر بالله: في دور مختار
- حسين الشربيني: في دور قرني طلبة (المحامي)
- صلاح عبد الله: في دور عبد الجبار
- محمد متولي: في دور الدكتور عبادة
- وفاء عامر: في دور عزيزة (الراقصة)
- علا رامي: في دور نيفين
- دنيا عبد العزيز: في دور زينات
- منال عبد اللطيف: في دور ندى
- أبو الفتوح عمارة: في دور القهوجي
- فؤاد خليل: في دور مدير المنطقة التعليمية
- كوثر رمزي: في دور أم نيفين
- زوزو نبيل: في دور السيدة العجوز زوجة مختار
- إسلام الأمير:[9] في دور الطفل كريم
- بالإشتراك مع: ماهر عصام – شمس [10]– ربيع الصغير [11]– محمود علي [12]– فكرية يوسف.[13][14][15]
- بالإشتراك مع الأطفال: هاني عطية – جوزيف وجيه – ميادة عفيفي – شيماء العربي – معتز حسام الدين

## أحداث الفيلم
يتخرج من الجامعة الأصدقاء الثلاثة: هشام السلاموني (فاروق الفيشاوي) ومدحت (أحمد آدم) ومختار (المنتصر بالله) بعد ان قضوا فيها سنوات طويلة. لا يجد الأصدقاء الثلاثة عملا ويقرروا الافتراق ليبحث كل منهم عن مستقبله. يعمل مختار بصبغ العصافير بالألوان وبيعها على انها عصافير كناري، ويبيع مدحت كتاكيت على أنها كتاكيت راقصة، ويقوم هشام بالنصب على ربات البيوت بدعوى انهن قد كسبن جوائز مالية ضخمة من شركة المنظفات الصناعية. تنتهي مغامراتهم بدخولهم السجن، حيث يلتقون مع الدكتور عبادة (محمد متولي)، أستاذ الجامعة، ودخل السجن بسبب زواجه من طالبة صغيرة، واضطر لبيع أسئلة الامتحان لتغطية مصاريفها. يخرج الجميع من السجن ومعهم عبد الجبار(صلاح عبد الله) الصعيدي ذراع عبادة الأيمن. يتصل المحامي قرني طلبة (حسين الشربيني) بهشام ويخبره أن نبيلة هانم زوجته العجوز السابقة، قد أوصت له قبل موتها بقصر كبير، يصبح ملكهاً له إذا استغله لمدة عامين لرعاية الأطفال المشردين، على ألا يدخل القصر امرأة عمرها اقل من 60 عام، وفي حالة مخالفة التعليمات يصبح المتصرف في القصر هو الأستاذ قرني. يوافق الجميع على الشروط، ويتولى مدحت جلب أطفال الشوارع ويتولى مختار جلب المسنات، ويتولى عبادة الإدارة، بينما يتولى عبد الجبار الحراسة. على الجانب الآخر كانت هناك 3 فتيات تخرجن من معهد الخدمة الاجتماعية ولا يجدن عملا، هن نيفين (علا رامي) وندى (منال عبد اللطيف) وزينات (دنيا عبد العزيز) واستجابت الفتيات لإعلان طلب مدرسات فوق الستين، فإرتدين ملابس المسنات ووضعن المكياج، وذهبن للإختبار ونجحن. تعجب الفتيات بالثلاثة أصدقاء، وينشأ الحب بقوة بين الفتيات والشباب. يلاحظ مدحت، في القصر، أن الطفل كريم (إسلام الأمير) صوته جميل، فيصطحبه إلى أحد الكباريهات ليغني، ويجمع هو المال من المستمعين ويعود متأخراً من الكباريه وينام في الفصل، ولما لاحظ الأولاد أن نقود كريم تزيد، طلبوا من مدحت الذهاب معه للكباريه والعمل معه، واصبح الجميع ينام في الفصل. يعلم مختار بما يحدث ويذهب معهم للكباريه ويشاهد الراقصة عزيزة (وفاء عامر) التي كانت تعمل عنده خادمة عندما كان متزوجاً من السيدة العجوز (زوزو نبيل) وكان يطارحها الغرام، فصاحبها مرة أخرى. ولكن يقع حادث لكريم فيتكاتف الجميع من أجل إنقاذه بما فيهم قرني، كما تكشف الفتيات عن شخصياتهن الحقيقية ويتزوجن من الشباب.

## وصلات خارجية
- مقالات تستعمل روابط فنية بلا صلة مع ويكي بيانات
- حنحب ونقب على موقع الدهليز